# آنا مترونیک
آنا مترونیک (انگلیسی: Ana Matronic؛ زادهٔ ۱۴ اوت ۱۹۷۴) یک موسیقی‌دان اهل ایالات متحده آمریکا است. وی از سال ۲۰۰۰ میلادی تاکنون مشغول فعالیت بوده‌است.